# Ледзадзаміє
Ледзадзаміє (груз. ლეძაძამიე) — село в Грузії.
За даними перепису населення 2014 року в селі проживає 186 осіб.